# 天主教克尔克教区
天主教克爾克教區（拉丁語：Dioecesis Veglensis）是羅馬天主教以克羅地亞西北部克爾克為中心的一個教區，屬里耶卡總教區。第一位有文獻記載的主教見於1000年。1828年6月30日奧塞洛教區和拉布教區併入。
範圍包括克瓦內爾群島及帕格島一部份。2004年有教友36,824人，佔轄區總人口89.2%。教區下轄五十一個堂區，有七十名司鐸。現任教區主教為瓦爾特·茹潘。